# Gomphurus crassus
Gomphurus crassus is een echte libel uit de familie van de rombouten (Gomphidae).
De wetenschappelijke naam van de soort werd in 1878 als Gomphus crassus gepubliceerd door Hermann August Hagen.

## Synoniemen
- Gomphus walshii Kellicott, 1899